# غور داميا
غور داميا يقع في الأردن وهو من ضمن غور الأردن. يعتبر اقرب مناطق شرقي نهر الأردن إلى قلب فلسطين وكافة سكانه هم من عشيرة الرماضنة من فخوذ عشائر عباد، حيث يملكون الأراضي المحيطة ويعملون بالزراعة وتربية الماشية، ومنهم أيضا من يحمل الشهادات العليا.
ما يميز غور داميا هو انخفاضه عن مستوى غور الأردن نفسه، حيث أنه يربطه بفلسطين جسر يحمل ثلاثة أسماء: جسر داميه، جسر الأمير محمد وجسر الظاهر بيبرس